# Gary Walker
Gary Leeds (Glendale (Californië), 9 maart 1942), beter bekend onder zijn artiestennaam Gary Walker, is een Amerikaanse drummer en zanger. Hij was een van de leden van The Walker Brothers, een popgroep die zijn grootste successen vierde in de jaren zestig, vooral in het Verenigd Koninkrijk.

## Levensloop

### Jeugd
Gary Leeds werd geboren in Glendale (Californië) als enig kind van Jack Leeds en diens vrouw Violet. Op zijn veertiende kreeg hij zijn eerste drumstel en trad hij toe tot de schoolband. Al gauw verwisselde hij de schoolband voor een eigen groep, The Beltones.
In de jaren 1958-1962 veranderde hij nogal eens van band. In 1962 trad hij toe tot The Standells, in die tijd in Californië al een beroemde groep, die het later, in de jaren 1966-67, tot landelijke bekendheid zou brengen met als grootste hit Dirty Water. Gary Leeds was echter in 1963 alweer vertrokken. Toen The Standells een keer in het voorprogramma van Elvis Presley stonden, viel Leeds even in voor Presley’s drummer D.J. Fontana, wiens vliegtuig vertraagd was, en drumde bij de eerste nummers van Presley’s optreden.
Gary Leeds raakte ook bevriend met de zanger P.J. Proby. Toen Proby in 1964 zijn geluk ging beproeven in Engeland, ging Leeds als drummer met hem mee en drumde bij diens eerste optredens. Hij kwam helemaal enthousiast over Engeland in Californië terug.

### The Walker Brothers
Op het eind van 1964 nam Gary Leeds als drummer de plaats in van Al Schneider bij het trio The Walker Brothers, dat hij kende van hun optredens in de nachtclub Gazzari's in Los Angeles. Hij ging zich nu Gary Walker noemen. Gary begon al snel over Engeland en de grote kansen die daar voor popmusici voor het grijpen lagen. Ook Brian Jones, in die tijd een regelmatig bezoeker van Gazzari's, raadde John, Scott en Gary aan hun geluk eens in Engeland te proberen. In de winter van 1964 zetten The Walker Brothers voet op Engelse bodem.
Vlak voor hun vertrek hadden ze een plaat gemaakt, Love Her, die in Engeland ongeveer uitkwam op het moment dat ze arriveerden. Hun optredens bleken een groot succes te zijn en Love Her haalde de 20e plaats in de UK Singles Chart. Daarmee begon een reeks succesvolle platen, waarvan er twee, Make It Easy on Yourself en The Sun Ain't Gonna Shine Anymore, de eerste plaats in de UK Singles Chart haalden. Ook in hun eigen land, de Verenigde Staten, hadden ze succes, maar veel minder. The Sun Ain't Gonna Shine Anymore was met een 13e plaats in de Billboard Hot 100 hun grootste succes aldaar. Gary Walker speelde overigens wegens strubbelingen over een contract op geen enkele platenopname van The Walker Brothers mee. Op de twee nummer 1-hits van de groep trad Clem Cattini, een veelgevraagd sessiemuzikant, als drummer op.
In 1966 nam de populariteit van The Walker Brothers af en haalden hun platen de top tien niet meer. Hun laatste plaat, Walking in the Rain, kwam uit in 1967 en haalde de 26e plaats.
In 1966 bracht Gary Walker twee soloplaten uit, waar hij optrad als zanger: You Don’t Love Me en Twinkie-Lee. Als producer van beide platen traden Gary’s collega Scott Walker en John Stewart op (Stewart was een oude maat van Scott, die af en toe liedjes voor The Walker Brothers schreef). Beide platen haalden de 26e plaats in de UK Singles Chart.
The Walker Brothers gingen begin 1968 uit elkaar, na een tournee door het Verenigd Koninkrijk met Jimi Hendrix, Cat Stevens en Engelbert Humperdinck, met aansluitend een tournee door Japan. De reden voor het uiteenvallen van de groep lag in spanningen tussen John en Scott Walker. John en Scott gingen allebei als solozanger verder. Gary Walker had al in de herfst van 1967 een eigen groep gevormd: Gary Walker and The Rain.

### Latere carrière
Gary Walker and The Rain brachten vier singles uit, waarvan twee alleen in Japan zijn verschenen. Daar waren The Walker Brothers, en dus ook de individuele leden, mateloos populair na hun tournee. Ook de enige lp van de groep, met de weinig fantasievolle titel Album No. 1, verscheen alleen in Japan. Pas in 2009 kwam de plaat als cd uit in het Verenigd Koninkrijk.
Gary Walker mocht nu weer drummen op de platenopnames; bovendien trad hij regelmatig op als zanger en schreef hij liedjes voor de groep. De andere leden van Gary Walker and The Rain waren:
- Joey Molland, gitaar (hij zou in 1969 toetreden tot Badfinger)
- Charles ‘Paul’ Crane, zang en gitaar
- John Lawson, basgitaar

Net als The Walker Brothers hadden gedaan, toerde de groep door Japan, het enige land waar ze in de hitparade kwamen. Een van de andere bands die optraden tijdens die tournee was The Carnabeats, een van de populairste Japanse popgroepen. Begeleid door The Carnabeats en met Scott Walker op basgitaar, nam Gary Walker in Japan een soloplaat op, Cutie Morning Moon.
In het begin van 1969 gingen Gary Walker and The Rain uit elkaar. Gary moest terug naar de Verenigde Staten, omdat zijn werkvergunning voor het Verenigd Koninkrijk afliep.
In 1974 kwam hij tot overeenstemming met John en Scott om The Walker Brothers nieuw leven in te blazen. Hij kwam terug naar Engeland. In 1975 maakten de herrezen Walker Brothers een album, No Regrets. De gelijknamige single, het titelnummer van het album, haalde begin 1976 de 7e plaats in de UK Singles Chart (en ook de 7e plaats in de Nederlandse Top 40). De twee volgende albums, Lines (1976) en Nite Flights (1978), hadden minder succes. Mede omdat ze zelden optraden (Scott Walker had een hekel aan optredens gekregen), verliep het Walker Brothers-project. In de woorden van John Walker in de gezamenlijke autobiografie van John en Gary Walker: ‘We just drifted apart.’
Ook tijdens zijn tweede Walker Brothers-periode maakte Gary een soloplaat: Hello, How Are You, die echter nauwelijks aandacht trok.
In 1979 trouwde Gary met een Engelse vrouw, Barbara. Sindsdien woont hij in Engeland. Hij zette een eigen bedrijf op, dat zich bezighoudt met de fabricage van miniatuurversies van kastelen en schepen en replica’s van de handen van baby’s, kinderen en partners.
Sinds 2005 treedt hij weer af en toe op als zanger. Hij is ook een paar maal opgetreden met John Walker en met Joey Molland, ooit lid van Gary Walker and The Rain. Hij voert bij zijn optredens zowel zelf geschreven liedjes uit als oude Walker Brothers-klassiekers.
In 2009 publiceerden John en Gary Walker een ‘tweepersoons autobiografie’: The Walker Brothers: No Regrets – Our Story.

## Discografie

### Als The Walker Brothers
Zie het artikel The Walker Brothers

### Solo
Singles
- You Don't Love Me / Get It Right (CBS 202036, februari 1966) (nr. 26 in de UK Singles Chart)[3]
- Twinkie-Lee / She Makes Me Feel Better (CBS 202081, mei 1966) (nr. 26 in de UK Singles Chart)[3]
- Cutie Morning Moon / Gary’s Theme (Philips FS 1041, 1968, alleen in Japan uitgebracht)[4]
- Hello, How Are You / Fran (United Artists UP 34742, maart 1975)[5]

EP
- Here’s Gary: Twinkie Lee / She Makes Me Feel Better / You Don’t Love Me / Get It Right (CBS EP 5742, 1966)

### Als Gary Walker and The Rain
Singles
- Spooky / I Can't Stand to Lose You (Polydor 56237/Philips SFL 1150 (Japan), januari 1968)[6]
- The View / Thoughts of an Old Man (Philips SFL 1174, 1968, alleen in Japan uitgebracht)
- Magazine Woman / Take a Look (Philips SFL 1740, 1968, alleen in Japan uitgebracht)
- Come in, You’ll Get Pneumonia / Francis (Philips BF 1740, 1969)

Album
- Album No. 1 (Philips SFX 7133, 1968, alleen in Japan uitgebracht):
  - Magazine Woman / The Sun Shines / Doctor Doctor / I Can’t Stand to Lose You / Market Tavern / Spooky / Take a Look / The View / If You Don’t Come Back / Thoughts of an Old Man / Francis / I Promise to Love You / Whatever Happened to Happy
  - In 2007 verscheen een heruitgave op cd: Universal Music UICY-93236; in 2009 werd de cd opnieuw uitgebracht, maar nu in het Verenigd Koninkrijk als Universal 0-06024-9846790-9 met drie bonustracks: Come in, You'll Get Pneumonia / Cutie Morning Moon / Gary's Theme

### Verzamel-cd
- The Singles+ (BR Music BS8122-2, 2000), dubbel-cd met:
  - The Walker Brothers, Pretty Girls Everywhere / Love Her / Make It Easy on Yourself / My Ship Is Coming In / The Sun Ain’t Gonna Shine Anymore / Love Minus Zero / There Goes My Baby / I Need You / Looking for Me / Young Man Cried / You Don’t Have to Tell Me / Another Tear Falls / Saturday’s Child / Deadlier Than the Male / Stay with Me Baby / Turn out the Moon / Experience / Everything under the Sun / Walking in the Rain / No Regrets / Lines / We’re All Alone / The Electrician / Shutout
  - Scott Walker, Mrs. Murphy / Jackie / Amsterdam / Joanne / Lights of Cincinnati / I Still See You / Me I Never Knew / Woman Left Lonely / Delta Dawn
  - John Walker, Sunny / Annabella / If I Promise / I’ll Be Your Baby Tonight / Kentucky Woman / Woman / Yesterday’s Sunshine
  - Gary Walker, You Don’t Love Me / Twinkie-Lee
  - Gary Walker and The Rain, Spooky / Come in, You’ll Get Pneumonia